# Шаповалівська волость
Шаповалівська волость — адміністративно-територіальна одиниця Борзнянського повіту Чернігівської губернії з центром у селі Шаповалівка.
Станом на 1885 рік складалася з 20 поселень, 22 сільських громад. Населення — 11033 особи (5310 чоловічої статі та 5723 — жіночої), 2039 дворових господарств.
|                     | Площа, десятин | У тому числі орної, дес. |
| ------------------- | -------------- | ------------------------ |
| Сільських громад    | 13646          | 11806                    |
| Приватної власності | 9477           | 6113                     |
| Казенної власності  | 50             | —                        |
| Іншої власності     | 273            | 257                      |
| Загалом             | 23446          | 18176                    |

Основні поселення волості:
- Шаповалівка — колишнє державне та власницьке село при річці Дрока за 9 верст, 3656 осіб, 681 двір, 2 православні церкви, школа, 5 постоялих будинків, 10 лавок, базари, щорічний ярмарок.
- Високе — колишнє власницьке село при болоті Доч, 1805 осіб, 350 дворів, православна церква, постоялий будинок, 2 лавки.
- Головеньки — колишнє власницьке село при річці Криниця, 2473 особи, 465 дворів, православна церква, 4 постоялих будинки.
- Носелівка — колишнє державне та власницьке село при болоті Доч, 954 особи, 193 двори, православна церква, постоялий будинок, 2 лавки, вітряний млин.
- Тростянка — колишнє державне та власницьке село при болоті Доч, 1385 особи, 243 двори, православна церква, 2 постоялих будинки, вітряний млин.